# SN 2007ef
SN 2007ef – supernowa typu II odkryta 28 maja 2007 roku w galaktyce A171242+0612. W momencie odkrycia miała maksymalną jasność 19,00m.